# Kouganavolok
Kouganavolok (en russe : Кугана́волок) est une municipalité rurale du raïon de Poudoj en République de Carélie, chef-lieu de l'établissement rural de Kouganavolok.

## Géographie
Kouganavolok est situé sur une péninsule de la rive sud du lac Vodla, à 78 km au nord de Poudoj.

## Démographie
Recensements (*) ou estimations de la population
| 1725 | 1873 | 1905 | 1993 |
| ---- | ---- | ---- | ---- |
| 17   | 112  | 113  | 500  |

| 2010 | 2013 | - | - |
| ---- | ---- | - | - |
| 363  | 337  | - | - |